# Xã Key West, Quận Coffey, Kansas
Xã Key West (tiếng Anh: Key West Township) là một xã thuộc quận Coffey, tiểu bang Kansas, Hoa Kỳ. Năm 2010, dân số của xã này là 242 người.